# Zapędowski
Zapędowski (Zapendowski) – kaszubski herb szlachecki.

## Opis herbu
Herb występował przynajmniej w trzech wariantach. Opisy z wykorzystaniem zasad blazonowania, zaproponowanych przez Alfreda Znamierowskiego:
Zapędowski I (Leliwa odwrócona): W polu półksiężyc na opak z gwiazdą między rogami.
Zapędowski II (Zapendowski, Dargolewski odmienny, Sas pruski odmienny): W polu błękitnym półksiężyc złoty na opak, po bokach i ponad nim po gwieździe złotej, pod półksiężycem miecz. Klejnot: nad hełmem w koronie trzy pióra strusie. Labry błękitne, podbite srebrem.
Zapędowski IIa (Zapendowski, Dargolewski odmienny, Sas pruski odmienny): Półksiężyc z twarzą, srebrny, dolne gwiazdy są po bokach miecza, brak korony na hełmie, skrajne pióra klejnotu błękitne.

## Najwcześniejsze wzmianki
Wariant pierwszy wzmiankuje Stanisław Dziadulewicz (Rekognicjarz poborowy powiatu tucholskiego 1570r.). Wariant II wzmiankowany przez Niesieckiego, Ledebura (Pommersches Wappenbuch) i Dachnowskiego (Herbarz szlachty Prus Królewskich). Wariant IIa wymieniany przez Nowego Siebmachera.

## Rodzina Zapędowskich
Drobnoszlachecka rodzina o nazwisku odmiejscowym od Zapędowa. Pierwsze wzmianki z 1570 (Piotr, Wawrzyniec i Jan). Rodzina w następnym stuleciu miała jeszcze dział w Żukowie. W wieku XVII odnotowani jako dziedzice w lęborskiem, we wsi Salinko, w XVIII w Chwarznie. Rodzina może wywodzić się od rodu Gutów, który używał podobnego herbu.

## Herbowni
Zapędowski (Sapendowski, Zapendowski) z przydomkami Gut (Gutt), Gosk, Galt.